# Mizuma Juriko
Mizuma Juriko (水間 百合子; Hepburn: Mizuma Yuriko) (Jamagata, 1970. július 22. –) japán válogatott labdarúgó.

## Klub
A labdarúgást az Urawa Motobuto Ladies FC csapatában kezdte. 1993-ban a Takarazuka Bunnys csapatához szerződött. 44 bajnoki mérkőzésen lépett pályára és 12 gólt szerzett. 1995-ben vonult vissza.

## Nemzeti válogatott
1990-ben debütált a japán válogatottban. A japán válogatott tagjaként részt vett az 1991-es világbajnokságon. A japán válogatottban 22 mérkőzést játszott.

## Statisztika
| Japán válogatott | Japán válogatott | Japán válogatott |
| Időszak          | Mérk.            | gól              |
| ---------------- | ---------------- | ---------------- |
| 1990             | 5                | 3                |
| 1991             | 11               | 2                |
| 1992             | 0                | 0                |
| 1993             | 5                | 5                |
| 1994             | 1                | 0                |
| Összesen         | 22               | 10               |

## Sikerei, díjai
Japán válogatott
- Ázsia-kupa:  Ezüst; 1991,  Bronz; 1993